# Романовы (документальный цикл)
«Рома́новы» — мини-сериал, документальная драма, посвящённая 400-летию воцарения в Российском государстве династии Романовых. Первая серия сериала была показана в эфире Первого канала 4 ноября 2013 года.

## Описание
Сюжет включает в себя исторические события, начиная от воцарения Михаила Фёдоровича и заканчивая расстрелом Царской семьи. Каждая серия посвящена как правило двум Царям и Императорам Дома Романовых.
- 1 серия — Михаил Фёдорович, Алексей Михайлович
- 2 серия — Фёдор III Алексеевич, Софья Алексеевна
- 3 серия — Пётр I, Екатерина I
- 4 серия — Пётр II, Анна Иоанновна, Елизавета Петровна
- 5 серия — Пётр III, Екатерина II
- 6 серия — Павел I, Александр I
- 7 серия — Николай I, Александр II
- 8 серия — Александр III, Николай II

## В ролях
- Любовь Германова — текст за кадром
- Денис Беспалый — текст за кадром, Фёдор Шакловитый
- Андрей Шибаршин — Михаил Фёдорович
- Александр Горелов — Алексей Михайлович
- Елена Александрова — инокиня Марфа
- Владимир Фролов — митрополит Филарет
- Александр Филатов — патриарх Никон
- Владимир Егоров — Борис Морозов
- Александра Платонова — царица Наталья Кирилловна
- Константин Шелягин — Фёдор III Алексеевич
- Ирина Жерякова — царевна Софья Алексеевна
- Юрий Коновалов — митрополит Ефрем
- Дмитрий Антимонов — Василий Голицын
- Александр Ковалёв — доктор Иоганн Гутменш
- Кристина Екатеринчева — царица Агафья Семёновна
- Артур Иванов — Пётр I
- Аля Кизилова — Екатерина I
- Алексей Войтюк — Александр Меншиков
- Андрей Домнин — царевич Алексей
- Велимир Русаков — Пётр II
- Юлия Полынская — Анна Иоанновна
- Ирина Агейкина — Елизавета Петровна
- Анна Яшина — Екатерина II
- Илья Щербинин — Пётр III
- Василиса Елпатьевская — Екатерина II в юности
- Александр Орлов — Григорий Орлов
- Александр Волков — Григорий Потёмкин
- Артём Кобзев — Емельян Пугачёв
- Дмитрий Уросов — Павел I
- Николай Исаков — Александр I
- Анастасия Кормилицына — Елизавета Алексеевна
- Сергей Дружко — Николай I
- Мария Олейникова — Александра Фёдоровна (жена Николая I)
- Вадим Сквирский — Александр II Николаевич
- Ирина Шеянова — Екатерина Долгорукова
- Венчислав Хотяновский — Александр III Александрович
- Надежда Буравлева — Мария Фёдоровна
- Алексей Ермилышев — Николай II
- Иван Либеров — Николай II в молодости
- Светлана Свирко — Александра Фёдоровна (жена Николая II)
- Наталья Новикова — Александра Фёдоровна (жена Николая II) в молодости

## Награды
- Сериал стал лауреатом премии ТЭФИ-2014, категория «Вечерний прайм», номинация «Документальный проект»[3].

## Издания
- 21 января 2014 года состоялся релиз цикла на DVD.

## Трансляции
| Страна   | Телеканал |
| -------- | --------- |
| Болгария | БНТ 1     |